# Tuholica (przystanek kolejowy)
Tuholica (biał. Туголіца, ros. Туголица) – przystanek kolejowy w miejscowości Tuholica, w rejonie bobrujskim, w obwodzie mohylewskim, na Białorusi. Położony jest na linii Bobrujsk - Rabkor.